# Glikozydy

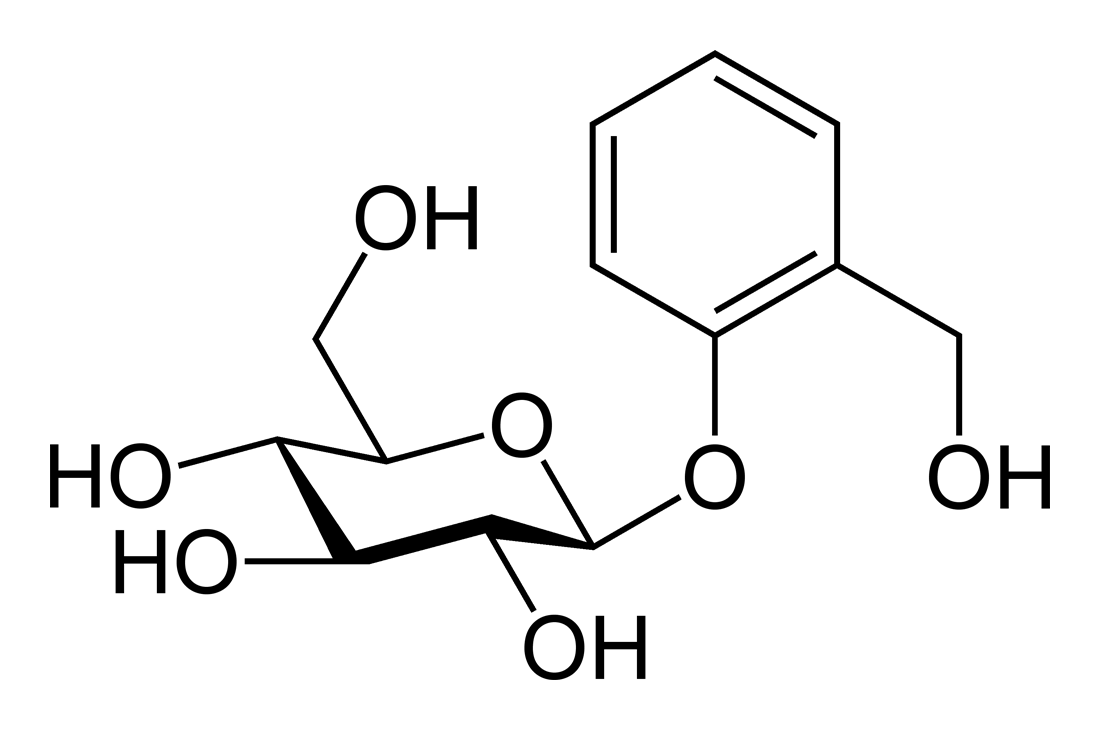
Salicyna – przykład O-glikozydu

Glikozydy – grupa organicznych związków chemicznych zbudowanych z części cukrowej i aglikonowej. Są to pochodne cukrów, których półacetalowe grupy –OH przy pierwszym atomie węgla są zastąpione innymi grupami organicznymi, np. −OR lub −NR2. Wiązanie pomiędzy cukrem a aglikonem nazywa się wiązaniem glikozydowym.
Glikozydy są związkami szeroko rozpowszechnionymi w przyrodzie. Niektóre z nich mają znaczenie farmakologiczne, np. glikozydy nasercowe.

## Otrzymywanie i właściwości
Glikozydy najczęściej powstają w reakcji cukru z aglikonem. Np. O-glikozydy otrzymywane są w wyniku łatwo zachodzącej reakcji, w której grupa hydroksylowa (–OH) cukru łączy się z alkoholem lub fenolem. Acetalowa struktura sprzyja trwałości pierścieni furanozowych i piranozowych. W kwaśnym środowisku glikozydy ulegają hydrolizie.

## Podział glikozydów
Ze względu na atom łączący część cukrową z aglikonem glikozydy dzielą się na:
- C-glikozydy – anomeryczny atom węgla cukru w formie pierścieniowej jest połączony z atomem węgla grupy organicznej (wiązanie C-glikozydowe).
- N-glikozydy – grupa organiczna łączy się z monosacharydem przez atom azotu (wiązanie N-glikozydowe). N-Glikozydami są wszystkie naturalne nukleozydy.
- O-glikozydy – grupa hydroksylowa pierścieniowej formy cukru połączona jest z grupą hydroksylową drugiego związku (wiązanie O-glikozydowe)
- S-glikozydy (tioglikozydy) – grupa organiczna połączona jest z monosacharydem przez atom siarki (wiązanie S-glikozydowe). Wchodzą w skład wielu nasion (np. gorzkich migdałów)

W zależności od składnika węglowodanowego wyróżnia się:
- glukozydy – pochodne glukozy
- galaktozydy – pochodne galaktozy
- fruktozydy – pochodne fruktozy
- rybozydy – pochodne rybozy (np. nukleozydy)

itd.